# Mladen Rudonja
Mladen Rudonja (Capodistria, 26 luglio 1971) è un ex calciatore sloveno, attaccante.